# Yunnanaspis
Genre
Yunnanaspis est un genre éteint de trilobites de l'ordre des Redlichiida. Il vivait à la fin du Cambrien inférieur, au Botomien, soit il y a entre 524 et 518,5 millions d'années. Il a été découvert en Chine dans la province du Yunnan qui lui a donné son nom.
Attention, il existe aussi un genre d'insectes Yunnanaspis.